# Cesta Nielse Klima do podzemí

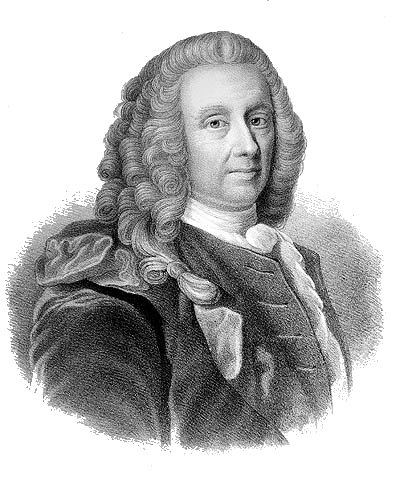
Ludvig Holberg

Cesta Nielse Klima do podzemí (lat. Nicolai Klimii Iter Subterraneum, ang. The Journey of Niels Klim to the World Underground) je utopistický román dánsko-norského spisovatele, učence a filozofa Ludviga Holberga (1684–1754). Dílo bylo poprvé vydané v latině v Lipsku roku 1741.

## Informace o díle
Hned po vydání se dílo stalo mimořádně populární a bylo přeložené do několika evropských jazyků, včetně angličtiny (první anglický překlad vyšel rok po latinském originálu). Ústředním tématem díla je dobrodružná cesta norského studenta Nielse Klima, který pod zemským povrchem objeví novou planetu spolu se zvláštními bytostmi, které tam žijí. Holberg do tohoto fantastického příběhu skryl své osvícenské myšlenky a utopistickou představu o fungovaní státu.
Niels Klim není úplně fiktivní postavou románu. Ve skutečnosti žil v Bergenu během Holbergova dětství a pracoval jako zvoník v kostele Svatého kříže. Přivydělával si také jako knihkupec a nakladatel. Od fiktivní postavy Nielse Klima se však výrazně odlišuje: reálný Klim byl starší muž a nepocházel původně z Norska, ale z Dánska.

## Téma cesty do podzemí
Téma cesty do podzemí se poprvé objevilo již v antické literatuře, později se rozšiřovalo do jiných kultur. Jeho popularita vzrostla kolem 16. a 17. století, kdy lidé začali zkoumat přírodní úkazy, zejména sopky a jeskyně, a snažili se jejich vznik vysvětlit. Cesta Nielse Klima do podzemí je jedním z nejpopulárnějších děl s touto tematikou, o čemž svědčí i mnohé překlady či výpovědi autorů z 19. století, kteří si Holbergův příběh četli a inspirovali se jím (např. Edgar Alan Poe, Mary Shelly). Je možné, že román Gulliverovy cesty (Guilliver's Travels, 1726) od Jonathana Swifta, který sdílí s Holbergovým dílem podobné znaky jako například popisování podzemních zemí pomocí narativu utopistické satiry, vznikl na základě Cesty Nielse Klima do podzemí, i když Holbergův román vyšel o 15 let později. Tato možnost existuje, protože výtisky Holbergova románu se rozšiřovaly dekády před jeho oficiálním vydáním.

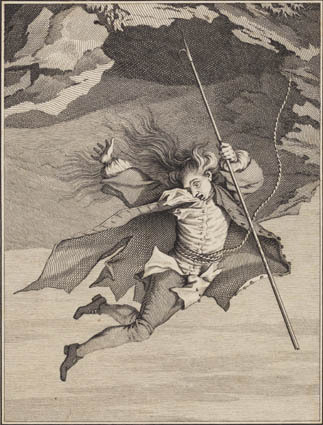
Pád Nielse Klima do podzemního světa planety Nazar

## Obsah díla
Norský student Niels Klim se vrací ze svých studií v Kodani zpět do rodného Bergenu. Nad Bergenem se tyčí hora Fløyen, která v sobě ukrývá jeskyni vydávající podivné zvuky způsobené cirkulací vzduchu. Klima hora zaujme natolik, že se se svou expedicí vydá tento přírodní úkaz prozkoumat. Spustí se dolů do díry, avšak lano se mu přetrhne a on se zřítí do podzemního světa planety Nazar. Právě zde začíná jeho podivuhodná cesta
Hned po příchodu na planetu Nazar se setkává s národem Potuanů, bytostmi, které vypadají jako pohybující se stromy. Klima okamžitě překvapí jejich progresivní způsob uspořádání státu, kde i obyvatelé ženského pohlaví mohou zastávat vysoké státní funkce, stát podporuje vzdělanost a neřídí se náboženstvím. Vláda je sice absolutistická, ale všichni obyvatelé jsou si rovni. Avšak Klimova dobrodružství zde nekončí. Klim se snaží u Potuanů prosadit své revoluční myšlenky. Nesetká se však s pochopením původních obyvatel, proto musí utéct. Cestou narazí na Republiku Martínie, tzv. zemi opic. Tento stát je opakem Potu: je chaotický, nesystematický, obyvatelé jsou hloupí a povrchní. Ani v tomto státě se Klimovi nepodaří prosadit své myšlenky a musí utíkat dál.
Ke konci své neobyčejné cesty přichází Niels Klim do země Quama. Toto místo je obydleno bytostmi podobnými lidem, které mají dar řeči. Je to necivilizovaná země s potenciálem stát se mocným a prosperujícím státem. Klim se pokusí zemi ovládnout, ale jeho pokus je neúspěšný.

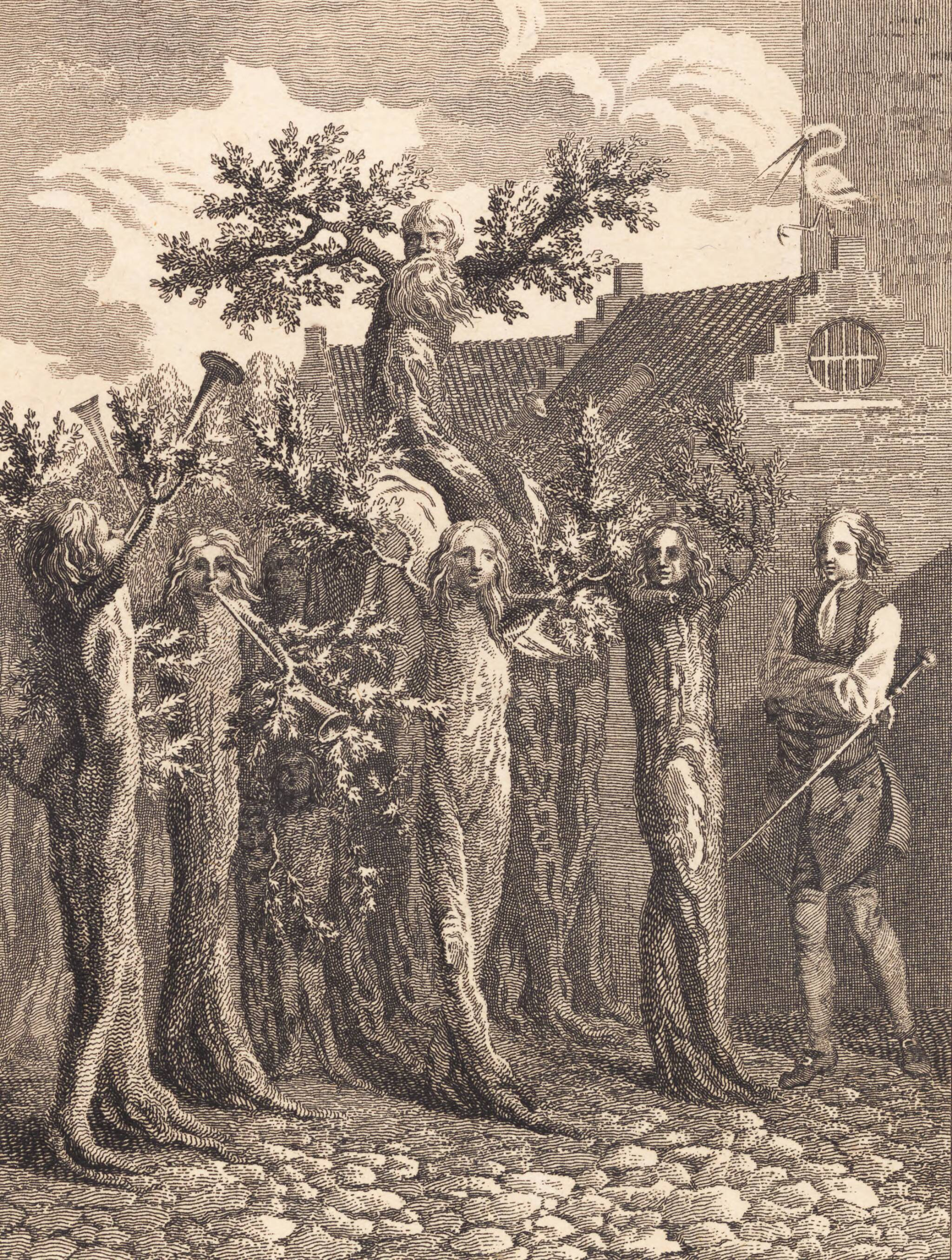
Národ Potuanů

## Pozadí díla: Holbergovy inspirace státními zřízeními
Díky mnoha cestám do zahraničí měl Ludvig Holberg znalosti o společenském a politickém fungování více zemí v evropském prostoru. Do svého díla zašifroval odkazy na státní zřízení některých zemí, které tímto způsobem nepřímo hodnotí.

### Stát Potu
Stát Potu v Holbergově díle představuje Anglii. Dvaadvacetiletý Ludvig Holberg přijel do Anglie, aby pokračoval ve svých studiích na univerzitě v Oxfordu. Za dobu svého pobytu si pozorně všímal lidí a životních podmínek v zemi a přejal liberální smýšlení, které mu na Angličanech imponovalo. Líbilo se mu, že Angličané nelpí na svých zvycích a tradicích, právě naopak, že jsou otevřeni novým myšlenkám. Protože v Anglii podle Holberga neexistovala žádná politická či náboženská autorita, která by dokázala ražení nových myšlenek umlčet, dařilo se tam mnoha intelektuálům či spisovatelům.
Holberg také zaujal liberální postoj vůči společenskému postavení žen. Byl jedním z prvních prominentních mužů v Evropě, který projevil aktivní zájem o feminismus. Věřil, že ženy dokážou být plnohodnotnými členkami společnosti. Ve svých dílech často zdůrazňoval, že ženy mají právo na vzdělání či zapojování se do občanských povinností, například do voleb. Nejdůležitější a určující prvek všech činností je vzdělání, bez ohledu na to, zda jde o muže nebo ženu.
Způsob myšlení a fungování země uchvátily Holberga natolik, že si Anglii zvolil jako předlohu pro svou utopistickou vizi dobře prosperujícího státu.

### Republika Martínie
Republika Martínie je napsána podle Holbergovy představy o tehdejší Francii. Díky několika návštěvám Paříže, získal Holberg představu o sociálně-politické situaci v zemi. Kulturně ho obohatila díla mnoho francouzských myslitelů (např. Rabelais, Montaigne, Descartes) i dramatiků. Tvorba Molièra ho ovlivnila natolik, že byl sám přezdívaný ,,Molièr Severu“.
O Francouzích se Holberg domníval, že výrazněji respektují nadřízené autority, zatímco Angličané sami sebe. V díle je Republika Martínie popsána jako země, která sice rychle a s nadšením přijímá nové nápady, avšak čím jsou tyto nápady hloupější, tím populárnější se stávají. Toto tvrzení dokazuje příklad z díla, kdy se Niels Klim stane národním hrdinou pouze díky paruce, kterou pro Martíňany vynalezne. Popis obyvatel Martínie představuje Holbergův pohled na francouzskou společnost v 18. století.